# Lamin Queen Jammeh
Alhaji Lamin S. I. „Queen“ Jammeh (* 21. Mai 1963 in Sittanunku) ist ein gambischer Politiker.

## Leben
Jammeh war ab 1996 bis 2012 Seyfo von Upper Niumi, in dieser Funktion diente er gleichzeitig als Generalsekretär dem National Council of Seyfolu. Während dieser Zeit studierte er Entwicklungsforschung der Universität von Gambia und schloss mit 2006 mit einem Bachelor ab.
Am 10. Februar 2012 wurde er zum Gouverneur der gambischen North Bank Region (NBR), als Nachfolger von Eduwarr Seckan berufen. In dieser Funktion blieb er, nach dem Regierungswechsel durch Adama Barrow bis Anfang Februar 2017. Es gab auch Meldungen, dass er vom Präsidenten Yahya Jammeh im November 2016 abgesetzt wurde.
Jammeh hat den Ruf, einem amtierenden Präsidenten die Treue zu halten. Vor den Wahlen von 1987, als Sir Dawda Jawara Präsident und Vorsitzender der People’s Progressive Party (PPP) war, war Lamin ein Unterstützer der National Convention Party (NCP). Doch nach den Wahlen wechselte er zur PPP. 1994, nachdem das Militär die PPP-Regierung übernommen hatte, wechselte er zur Militärpartei (damals AFPRC, heute APRC). Und 2016, nach der Niederlage der APRC-Regierung durch die von Adama Barrow geführte Coalition, wechselte er zu Barrow. Er trat später in die vom Präsidenten Adama Barrow gegründete National People’s Party (NPP), ein und dient auch als Sprecher der Partei.
Mit Bildung des neuen Kabinetts am 4. Mai 2022 berief Barrow Jammeh als Minister für Information (Minister of Information). Im Zuge einer Kabinettsumbildung wurde er am 15. März 2024 aus dem Ministeramt entlassen; sein Nachfolger ist Ismaila Ceesay.

## Auszeichnungen und Ehrungen
- 2009: Medaille des Order of the Republic of The Gambia (RGM)[10]
- 2016: July 22nd Revolution Award[11]